# Empoasca olara
Empoasca olara är en insektsart som beskrevs av Langlitz 1964. Empoasca olara ingår i släktet Empoasca och familjen dvärgstritar. Inga underarter finns listade i Catalogue of Life.